# Tommaso Conca
Pour les articles homonymes, voir Conca (homonymie).

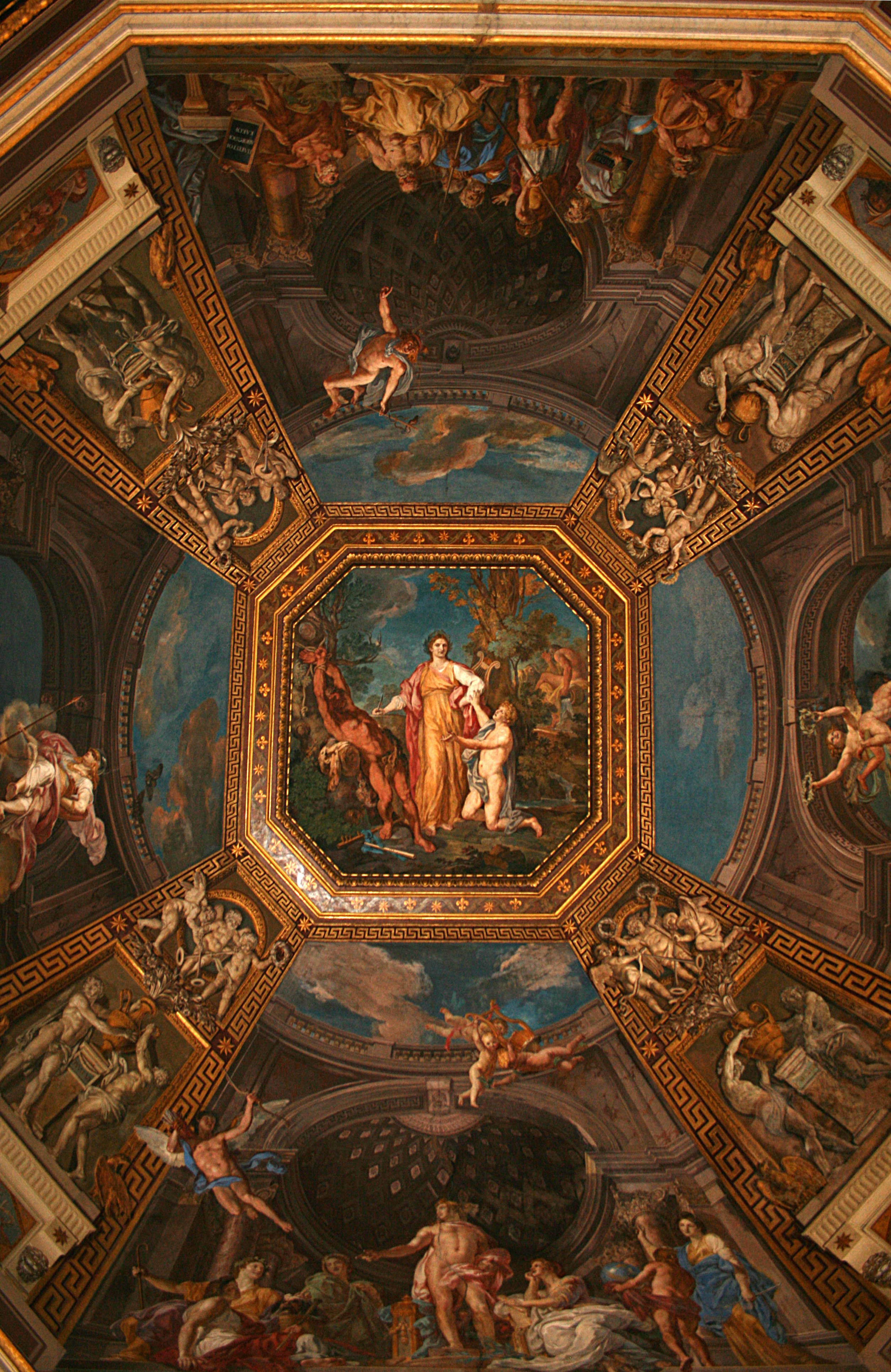
Plafond de la Sala delle Muse, Musée Pio Clementino, Rome.

Tommaso Conca (Rome, 22 décembre 1734 - 13 décembre 1822) est un peintre italien de la période baroque. Il a été aussi pasteur d'Acadie sous le nom de Demofilo Imerio.

## Biographie
Tommaso Conca est le fils du peintre Giovanni Conca et de Anna Laura Scarsella et le neveu de Sebastiano Conca. Il apprend la peinture auprès de son père et passe une partie de son enfance à Turin où son père travaillant pour le roi de Sardaigne demeure de novembre 1738 à juin 1748 quand il rentre à Rome. Tommaso resté ouvert aux nouvelles tendances picturales continue sa formation auprès de Pompeo Batoni et de Anton Raphael Mengs. Le 5 avril 1765 il est élu à l'Accademia Clementina de Bologne et à celle de San Luca à Rome le 16 décembre 1770 où il prend possession du titre le 3 mars 1771. Il est élu « principe » de l'Accademia le 16 décembre 1792 et garde sa direction jusqu'en 1795.
Le 12 décembre 1775 il épouse Angela Raffaelli avec laquelle il a huit enfants dont Giacomo Conca qui a été aussi peintre.
Le 27 mars 1775 il reçoit un premier acompte pour la réalisation Sacrificio a Sileno, une peinture à l'huile destinée à la sala del Fauno danzante de la villa Borghese à Rome. Les décorations commandées par Marcantonio IV Borghese seront achevées en octobre 1782.
En 1785 le pape Pie VI lui confie la décoration à fresque de la sala delle Muse du Musée Pio-Clementino.
De 1795 à 1797 il réalise sa dernière œuvre significative en décorant à fresque la coupole et les voûtes du transept du Duomo di Città di Castello.
De son activité de portraitiste il ne reste que la gravure d'un autoportrait conservée par sa famille à Gaète ainsi qu'une copie moderne d'un tableau représentant un Abbé archéologue où est reproduite la signature « T. Conca 1795 » conservé dans les magasins de la Pinacothèque Vaticane.
Tommaso Conca meurt à Rome le 13 décembre 1822.

## Œuvres
- Assunzione (1769), huile sur toile, église Santa Caterina da Siena, Rome
- Riposo durante la fuga in Egitto (1771), huile sur toile, Accademia di San Luca, Rome
- Sacrificio a Sileno (1776) et Danza di satiri, sala del Fauno danzante, villa Borghese, Rome,
- Cibele che versa i suoi doni sull'Egitto,
- Diana cacciatrice
- Fresques (1785), sala delle Muse, Musée Pio-Clementino, Rome.
- Divinità marina in una grotta, Château de Dessau, Dessau (Saxe-Anhalt),
- Annunciazione et Assunzione (1789), église de Morrovalle, Camerino,
- Gloria dell'Eucaristia (1791), collégiale, Canino,
- L'ira divina placata dalla Vergine e dal Redentore accompagnati dai santi protettori della città (1795-1797), fresque, coupole, Duomo di Città di Castello,
- Allegorie della Religionett e della Chiesa et Scene della vita dei ss. Crescenziano e Florido (1795-1797), fresque, voûtes du transept, Duomo di città di Castello,
- San Bonaventura da Siena davanti a Martino V, retable, église san Francesco, Città di Castello,
- Beata Veronica Giuliani, cappella Guazzini, collégiale, Città di Castello.